# Tajping-felkelés
A Tajping-felkelés egy fegyveres konfliktus volt Kínában az 1850-es évek közepén. Azért tört ki, mert a lakosság gyarapodásával és az egy személyre eső földek csökkenésével nőtt az állami korrupció és a kizsákmányolás. A korrupció az államrendet védő katonaságot gyöngítette, így ellehetetlenült az ország védelme külső támadások ellen. A parasztok elégedetlensége ugyanakkor belső lázadásokhoz vezetett.
A dinasztikus ciklikusság jelensége, hogy az elkövetkező, békés időszakokban a lakosság állandóan gyarapodott, viszont a termőföldek mennyisége sokkal lassabban nőtt. Amíg a lakosság száma nem érte el egy kritikus szintet, addig az uralkodó dinasztia „aranykort” élvezett. Az ország stabil volt, mely kulturális és tudományos eredményekhez vezetett.

## Gazdasági válság
A 18. század végén bekövetkezett gazdasági-társadalmi stagnálás tipikus jelenség volt Kína történelmében. A nyugati történészek „dinasztikus ciklusnak” nevezik azt a jelenséget, amely a modern korig ismétlődően előfordult Kína 4000 éves történelmében. Az évszázadok során Kína lakossága a megművelhető földterületnél gyorsabban nőtt. Ahogy az ország egyre kevésbé tudta élelemmel ellátni lakosságát, belső lázadások, majd külső inváziók sora következett, amíg az aktuális dinasztia meg nem bukott.
A zűrzavaros korszak jelentős embervesztesége következtében a föld újból el tudta látni a túlélőket. A káoszban új dinasztia vette át a hatalmat, amivel újrakezdődött a dinasztikus ciklus.
1741 és 1850 között a lakosság 143 millióról 430 millióra, tehát 200 százalékkal nőtt, a termőföld azonban csak 36 millió hektárról 49 millió hektárra, azaz mindössze 35 százalékkal. Az egy személyre jutó földterület drasztikusan csökkent.

## Természeti katasztrófák
Az 1840-es és ’50-es évek sorozatos természeti katasztrófái több millió ember halálát okozták, és növelték az általános nyomort. 1847-ben nagy szárazság volt Honan tartományban, 1852-ben a Jangce folyó megváltoztatta folyását, új medret találva magának és elöntötte Hupej, Anhuj, Csiangszu és Csöcsiang tartományokat, Kuanghszi-Csuang Autonóm Területban pedig nagy éhínség volt. Az állami segély elégtelen volt, és a korrupció miatt ennek nagy része el sem jutott a nyomorgó tömegekhez. A lakosság az államot okolta bajaiért, és sokszor föllázadt.

## A hakkák és a kereszténység
A hakka népesség eredetileg Közép-Kínában élt, míg a Szung-dinasztia alatt át nem települtek Dél-Kínába, az északról támadó barbárok nyomására. A délen élő bennszülöttek nem fogadták szívesen őket, és eltérő szokásaik és dialektusuk miatt ki lettek közösítve. Ez az ellenségeskedés időnként nyílt harcba torkollott.
A 19. század elején a hakkák nagy része fölvette a kereszténységet. Emiatt méginkább ellenszenvvel tekintettek rájuk a  bennszülöttek, és a feszültség tovább növekedett.

## A felkelés kezdete
Hung Hsziu-csüan (Hong Xiuquan, 洪秀全) (1814-64) hakka családba született Guangdong tartományban. A családja remélte, hogy nagy dicsőséget fog rájuk hozni, ezért fölkészítették az állami vizsgára, mely szükséges volt mindenki számára aki a civil adminisztrációban szeretett volna dolgozni. Miután háromszor sem sikerült neki letenni a vizsgát, annyira letört lett, hogy megbetegedett. A betegágyán megálmodta, hogy felment a mennybe, ahol egy aranyszakállú öregember adott neki egy kardot, hogy azzal irtsa ki a démonokat.
Miután negyedszer sem sikerült letennie a vizsgát, elolvasott néhány keresztény tekercset, és ebből megtudta, hogy az öregember az álmaiból valójában Isten volt, ő pedig Isten második fia. Nemsokára meg is keresztelte családját, majd a faluját, és a vallási mozgalom terjedt. Ahogy egyre több közember tért át az új hitre, úgy egyre jobban kezdte támogatni a mozgalmat a helyi elit is. 1850-ben Hungnak már 10 000 követője volt.
Hung megírta saját Tízparancsolatát, amely így hangzott:
- Imádni fogod Istent
- Ne imádd a gonosz szellemeket
- Isten nevét ne vedd hiába
- Istent imádni és magasztalni fogod a hétnek hetedik napján
- Tisztelni fogod az őseidet
- Embert ne ölj
- Ne kívánd felebarátod feleségét
- Ne lopj
- Ne hazudj
- Másét ne kívánd[2]

Hung 38-dik születésnapján kihirdették a forradalmat. Hong lett a „Mennyei Király” a „Nagy Béke Mennyei Királyságának” (太平天国, kiejt: Tajping tjen-kuo).

## A mozgalom harca a Csing dinasztia ellen
A szekta eleinte a banditák és kalózok ellen harcolt, de a Csing-dinasztia üldözései miatt egyre inkább államellenes mozgalommá vált. Szövetségbe léptek különböző Csing-ellenes titkos társaságokkal, melyeknek igen sok követője volt a rendszer népszerűtlensége miatt.
Az állami csapatokat először 1851 januárjában győzték le a Kuanghszi-Csuang Autonóm Terület targtománybeli Jintiannál.
A lázadás gyorsan terjedt, és 1853-ban 700-800 000 tajping, Jang Hsziu-csing parancsnok vezetése alatt, elfoglalta Nankingot (a déli fővárost). A várost átnevezték Tiankingnak (Mennyei Főváros), és a lázadók székhelye lett. Hong palotát épített magának, és onnét irányította a további hadműveleteket. A legközelebbi öt tanácsadóját elnevezte Északi Királynak, Nyugati Királynak, Keleti Királynak, Déli Királynak és Segéd Királynak. Idővel Hong egyre inkább visszaszorult, és a valódi hatalom fokozatosan Yang (a Keleti Király) kezébe került.
Miután elfoglalták az ország középső részét, a tajpingok kettős támadást indítottak nyugat és észak felé. Az északi támadás kellő ellátmány híján Peking közelében összeomlott. Lehet, hogy Hong akarattal küldte az északi hadsereget pusztulásba, mert meg akart szabadulni vetélytársától, Lin Feng-xiangtól.
A nyugatnak támadókat Hong Rengan, Hong rokona vezette. Elfoglalta Hangcsou és Szucsou városát, Sanghaj előtt azonban vereséget szenvedett a várost védelmező angol csapatoktól. Ez a vereség volt a fordulópontot a lázadás történetében; öt évvel később a felkelés el is bukott.

## A tajping rendszer
A tajping királyság elsősorban teokrácia volt. A fővárost Mennyei Fővárosnak hívták, az uralkodót Mennyei Királynak, a palotáját Mennyei Palotának, a király parancsait Mennyei Döntésnek, és a kincstárát Szent Kincstárnak. Még alkotmányuk is volt, melyet A „Mennyei Királyság Földrendszerének” neveztek. A tajpingok elsősorban a protestáns kereszténységtől vették át nézeteit, mivel ők is protestáltak/tüntettek a jelenlegi helyzet ellen. Az ópiumfogyasztás, dohányzás, ivászat, prostitúció, lábelkötés, rabszolgaság, kockázás és a poligámia mind meg voltak tiltva.
Valószínűleg a legdrasztikusabb változás melyet a tajpingok behoztak a személyi tulajdon megszüntetése volt. Az alapvető gondolkodás az volt, hogy Isten mindenkit egyformán áld meg, ezért mindenkinek kell ugyanannyi földje, rizse, ruhája és pénze hogy legyen. A földet felosztották a parasztok között, viszont ők nem lettek a föld tulajdonosai, csupán csak dolgoztak rajta. A saját szükségleteik kielégítése után a többletet átadták és egy közös hombárba rakták.
A tajpingi rendszer alatt nem volt különbség a civil és a katonai adminisztráció között. Minden katona ugyanakkor földműves is volt. A katonatisztek a civil adminisztrációban dolgoztak.
A tajpingok meg akarták semmisíteni a régi vallást, ezért mindenhol megsemmisítették a régi bálványokat és templomokat. Új naptárt készítettek, mely se nem volt lunáris, se nem szoláris, hanem inkább a kettő között. Az évet felosztották 366 napra, ahol minden páratlan hónap 31 napból állt, minden páros pedig 30-ból. Így minden négy évben 3 nappal több volt mint kellett. Hogy kijavítsák a hibát, minden 40 évben „igazgatási évet” rendeztek, melyben minden hónap 28 napból állt.
A nemi egyenlőtlenséget megszüntették, és a nők ugyanúgy harcosok lettek mint a férfiak. A lábmegkötés beszüntetésével a nők képesek lettek dolgozni a földeket, és nem voltak többé tehetetlenek mint a korábbi rendszer alatt. Nankingban fölépítettek egy házat, ahol azok a nők éltek kiknek a férjük meghalt a háborúban. Ugyanakkor segélyt adtak a betegeknek és árváknak.

## Kapcsolatok a külfölddel
Az európai hatalmak eleinte szimpatizáltak a tajpingokkal, mint egy kereszténységre alapuló mozgalommal. Ugyanakkor ellenségesek voltak a Csing dinasztiával szemben, és remélték hogy a tajpingok jobb alternatíva lehetnének. Eleinte viszont a semlegességet választották, hogy lássák hogy alakulnak a dolgok.
Az első kapcsolatot a tajpingokkal Bonham és fordítója, Thomas T. Meadows vette fel. Bonhamnak nem sikerült találkozni a királlyal, viszont üzenetet küldött neki melyben követelte, hogy a tajpingok fogadják el ugyanazokat a szerződéseket, melyeket az európaiak ráerőszakoltak a Csing dinasztiára az előző két háborúban. A tajpingok válasza lenéző volt. Azt üzenték, hogy a Mennyei Király örül, hogy meglátogatták az emberek a „függőségekből”, és nagylelkűen megengedi nekik, hogy szolgáljanak vagy kereskedjenek Nankingben. Valamint küldtek az angoloknak pár tekercset, melyből megismerhették az Igazságot.
Londonba visszatérve, Bonham kifejtette hogy nem hiszi hogy a tajpingok le tudnák győzni a Csing uralkodóházat, és tanácsolta a semlegességet a konfliktusban. Meadows elemzést írt a tajping társadalomról, melyben kifejtette undorodását a tajping kereszténységtől. Viszont magasztalta a reformokat, melyeket bevezettek a társadalomban, és melyek javítást jelentettek a régi rendszerhez képest.
Az amerikaiak szintén eleinte semlegesek voltak. A franciák, mint a katolikus vallás védelmezői, nem szimpatizáltak a mozgalommal. Viszont egy francia miniszter, M. de Bourboulon, meglátogatta Nankingot 1853-ban, és magasztalta a rendet és fegyelmet, melyet a tajpingok teremtettetek. Az oroszok nem támogatták a tajpingokat, mert féltek, hogy ha legyőzik a csingeket, akkor a főváros délre kerül, Nankingba, az orosz befolyástól távol. Eleinte viszont ők is semlegesek voltak.

## Csing ellentámadás és belső ellentétek a tajping mozgalomban
A csing hadsereg már a század elején is tehetetlennek bizonyult, amikor nem volt képes leverni a Fehér Lótusz-lázadást (1796-1804), és az államnak helyi őrségekre kellett támaszkodnia. Amikor a csing katonák szembeálltak a fanatikus tajping katonákkal, gyorsan elvesztették önbizalmukat és vereséget szenvedtek.
Amikor a tajpingok betörtek Hunan tartományba, a helyi adminisztráció megkérte Tseng Kuo-fant (曾國藩), hogy szervezzen helyi őrségeket a tartomány védelmére. Tseng kitűnő tudós volt, aki ismert volt makacsságáról. Tudta, hogy se a hadsereg, sem a helyi őrség nem küzdhet a tajpingok ellen, ezért külön képzést szervezett hadserege számára. A katonák falukról lettek behívva, mivel a városiak kényesebbnek bizonyultak. Ugyanarról a területről hívták őket, úgyhogy ismerték egymást és összetartóbbak voltak. A fizetésük 4.5 tael volt havonta, mely egy egyszerű szolga fizetésének tízszerese volt. A katonák saját tisztjükhöz voltak hűek, ők pedig Tsenghez. Így az új katonaság nem az államhoz tartozott, hanem Tseng privát katonasága lett; ilyesmi soha korábban nem volt megengedve.
Tseng elvesztette első csatáját a tajpingok ellen, viszont 1854-ben sikerült nagy győzelmet aratni Xiang-tannál. Októberben visszafoglalta Wuchang városát, majd Kianxi felé vonult.
E sikerek után újból fölülkerekedtek a tajpingok, és 1855-ben visszafoglalták Wuchangot harmadszor is. 1856-ban szétverték a császári seregeket a Jangce folyón, ami után az egész völgy uralmuk alá került.
Hatalmuk csúcspontján történt az a belső viszály a Mennyei Király Hong, és első minisztere, Yang (a Keleti Király) között, amely megváltoztatta a Tajping királyság sorsát. Yang, mint a Mennyei Király első minisztere, elérte azt a szintet melyen felül tovább nem léphetett. Nagy ambíciója miatt ő is elkezdett „transzba” esni, és azt állította, hogy Isten akarja hogy ő legyen a Mennyei Király. Hogy megszabaduljon tőle, Hong meghívta másik kettő bizalmasát, az Északi Királyt és a Segéd Királyt, hogy öljék meg Yangot. Az Északi Király betört Nankingbe, megölte Yangot és lemészárolta annak tízezer emberből álló követőit. Ezek után az Északi Király meg akarta öletni a Segéd Királyt is; és habár a Segéd Királynak sikerült megszöknie, a családját mégis lemészárolták. A Mennyei Király félt, hogy hasonló sorsra fog jutni, ezért gyorsan kivégezte az Északi Királyt.
Miután nem maradt több tanácsadója, Hong bezárkózott palotájába, és többé nem foglalkozott állami ügyekkel. A mozgalom elvesztette vezetőit, és többé nem volt képes olyan nagy győzelmeket aratni mint régebben. Az ország védelme most már csak egy ember vállán maradt: Lo Hsiu-ch'eng, egy katonai géniusz, aki öt éven át egymaga tartotta fönn a tajping mozgalmat a Csing és a külföldi támadásokkal szemben. Népszerűen Lojális Királynak nevezték.

## A lázadás elfojtása
A császári hatalomnak egyre inkább támaszkodnia kellett Tseng katonaságára, így Tseng is gyorsan emelkedett a hatalmi szinteken. Amikor formálisan is hatalma lett, a tartományi adminisztráció is elkezdett közreműködni vele, és így sikerült neki újra megerősíteni katonaságát. 1861-ben már 120 000 katonája volt, mind tehetséges tisztek alatt. Szeptemberben elfoglalták Ankingot, ami után újból lendületet kaptak és Nanking felé törtek. 1862 júniusában Nanking ostrom alá került.
Ugyanekkor a külföldi hatalmak is megváltoztatták állásukat a tajpingok felé. 1860-ban a Lojális Király megtámadta Sanghajt. A városban élő gazdag kereskedők szerveztek egy „külföldi légiót” egy amerikai, Frederick T. Ward vezetősége alatt. Ez a hadsereg megállította a tajping támadást, és ellentámadást szervezett. 1861 szeptemberében újabb 4000-5000 kínai csatlakozott a hadsereghez, és támadást indítottak Soochow, Sungkiang és Taixing felé. A kínai császár elnevezte a hadsereget „Mindig Győzedelmes Hadseregnek”, és Ward-ot hadnaggyá léptették. Amikor Ward belehalt sebeibe egy másik amerikai, Henry A. Burgevine vette át a parancsnokságot. Ő viszont túlságosan rosszul vezette a hadsereget, és a parancsnokság átkerült Charles G. Gordon kezébe.
Tseng Kuo-fan tanácsára a császári udvar újabb hadsereget szervezett Li Hongzhang vezetősége alatt, hogy segítse a hunani hadsereget. Li felszabadította Kinaxu tartományt, kivéve Nanking városát. Az ostromlott Nankingban egyre rosszabbá vált a helyzet, és a Mennyei Király azt tanácsolta a népnek, hogy füvön étkezzen. Miután megtagadta, hogy megszöktessék a városból, 1864. június 1-jén öngyilkos lett. A 16 éves fia örökölte a trónt, de két hét múlva Tseng Kuo-csüan betört Nankingbe és kíméletlenül lemészárolta a lakosságot. A fiatal Mennyei Királynak sikerült megszöknie Kianxiba, ahol végül is fölfedezték és kivégezték.
Tseng Kuo-fan tisztelettel viselkedett a börtönbe került Lojális Királlyal, akinek megparancsolta, hogy írja meg önéletrajzát. Ez a mű később kitűnő forrásnak bizonyult a tajpingek tanulmányozásában. Miután befejezte művét, augusztus 7-én kivégezték ezt a briliáns hadvezért, aki önmaga tartotta fenn a tajping királyságot öt évig.